# 8.º Congresso Nacional do Partido Comunista da China

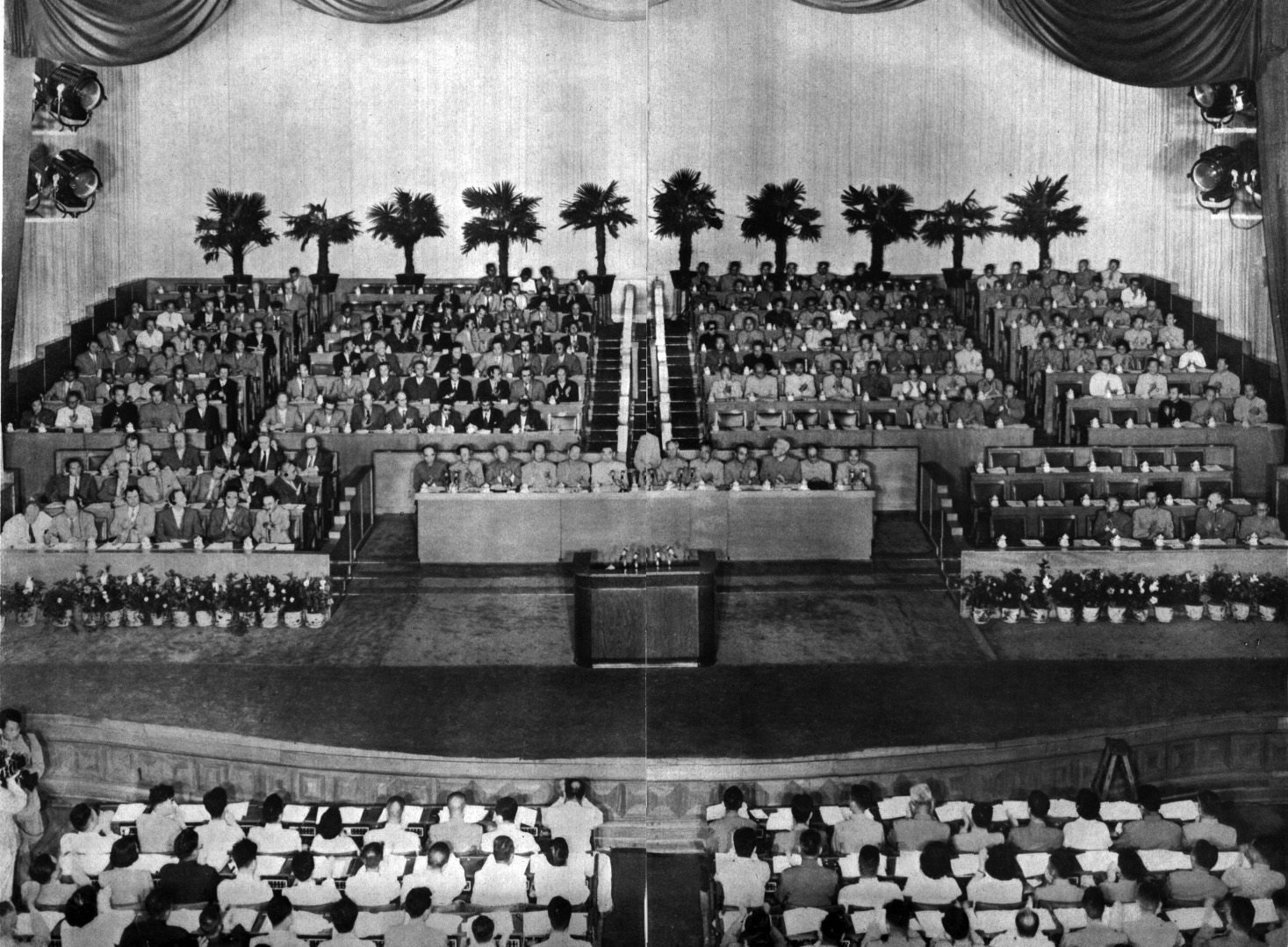
Foto do 8º Congresso Nacional do Partido Comunista da China.

O Oitavo Congresso Nacional do Partido Comunista da China foi realizado em duas sessões, a primeira de 15 a 27 de setembro de 1956 e a segunda de 5 a 23 de maio de 1958, em Pequim. Foi o primeiro congresso realizado após o Partido Comunista assumir o poder completo da China continental e estabelecer a República Popular da China em 1949. Nesse sentido, o congresso foi o primeiro a ser realizado após a etapa revolucionária da transformação socialista da China ter sido cumprida, agora discutindo questões e desafios que agora respeito ao governo e manutenção da nova república.
O Grande Salão do Povo ainda não havia sido construído, por isso o evento foi realizado no Salão de Conferência Consultiva Política Nacional. 

## Discussão
O congresso abriu com um discurso de Mao Zedong. Liu Shaoqi apresentou o relatório político e Zhou Enlai o relatório de propostas do Segundo Plano Quinquenal (1958-1962) para o desenvolvimento da economia nacional. Deng Xiaoping apresentou o relatório sobre a revisão da Constituição do Partido. O congresso estabeleceu que, como o sistema socialista já havia sido estabelecido na China, a principal contradição existente no país não era mais a contradição entre o proletariado e a burguesia, mas sim aquela resultante da necessidade do povo por um desenvolvimento rápido da economia e da cultura, que por sua vez havia ficado aquém de suas carências. Desse modo, a tarefa central do encontro foi estabelecer um plano concreto para concentrar todos os esforços no desenvolvimento das forças produtivas, industrialização do país e no gradual atendimento das necessidades do povo. Foi nesse sentido que o Grande Salto Adiante foi promulgado e aprovado.
Como forma de se opor ao culto à personalidade, tal como denunciado por Nikita Khrushchov em seu famoso relatório, o Pensamento de Mao Zedong é retirado da Constituição. 

## Eleitos
O congresso elegeu um novo Comitê Central composto de 97 membros e 73 membros suplentes. Na Primeira Sessão Plenária do Oitavo Comitê Central do Partido Comunista da China, um novo corpo de liderança foi eleito. Essa nova liderança tinha Mao Zedong como presidente do Comitê Central, Liu Shaoqi, Zhou Enlai, Zhu De e Chen Yun como vice-presidentes e Deng Xiaoping como secretário-geral. Os seis também foram eleitos para o Comitê Permanente do Politburo do Partido Comunista da China